# 579 aC
L'any 579 aC és un any del calendari romà. Durant l'Imperi Romà és conegut com l'any 175 Ab urbe condita. Es diu amb aquest nom des de principis de l'Edad Mitjana, quan s'utilitza el calendari Anno Domini per a comptar els anys.

## Esdeveniments
- Servi Tul·li succeeix a Tarquini Prisc com a rei de Roma després del seu assassinat (data tradicional).[1]

## Necrológiques
- Tarquini Prisc, cinquè rei de Roma.